# Pnyxia
Pnyxia is een muggengeslacht uit de familie van de rouwmuggen (Sciaridae).

## Soorten
- P. scabiei (Hopkins, 1895)
- P. schmallenbergensis Menzel & Mohrig, 1998
- P. thaleri Mohrig & Mamaev, 1978